# Etzelwang

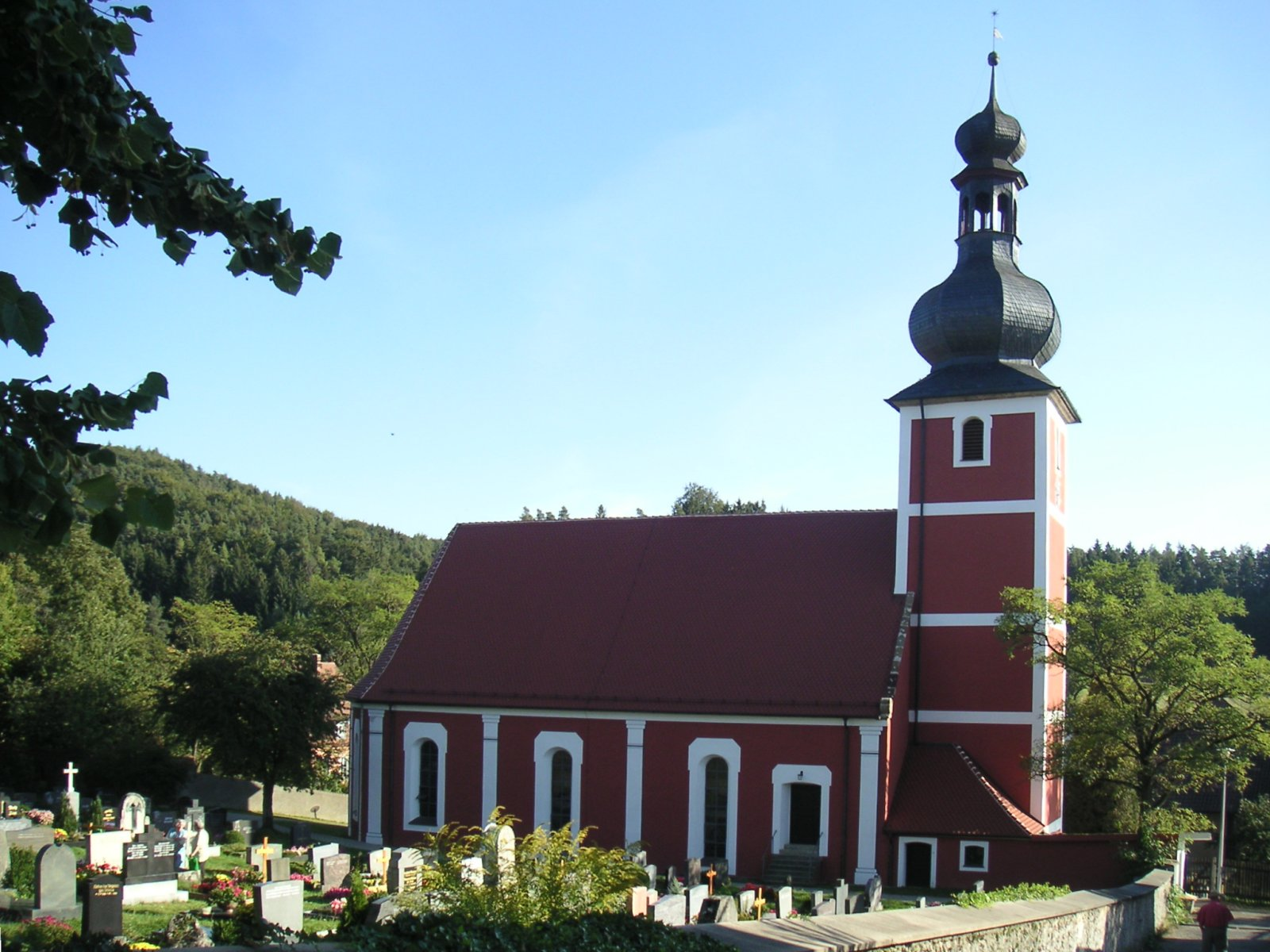
Kirche Etzelwang

Etzelwang ist eine Gemeinde im Oberpfälzer Landkreis Amberg-Sulzbach und zählt zur Metropolregion Nürnberg.

## Geografie
Der Ort Etzelwang liegt im Westen des Landkreises. Hauptort ist das Dorf Etzelwang mit seiner Kirche, die zwischen 1721 und 1763 errichtet wurde.

## Gemeindegliederung
Es gibt 14 Gemeindeteile (in Klammern ist der Siedlungstyp angegeben):
- Albersdorf (Dorf)
- Etzelwang (Pfarrdorf)
- Gerhardsberg (Dorf)
- Hauseck (Weiler)
- Kirchenreinbach (Kirchdorf)
- Lehendorf (Dorf)
- Lehenhammer (Dorf)
- Neidstein (Schloss)
- Neutras (Weiler)
- Penzenhof (Weiler)
- Rupprechtstein (Schloss)
- Schmidtstadt (Dorf)
- Tabernackel (Dorf)
- Ziegelhütten (Dorf)

## Geschichte

### Bis zur Gemeindegründung
Südöstlich von Tabernackel wurde ein Ortsfriedhof gefunden, der für eine Siedlung um 700 n. Chr. spricht. Die erste urkundliche Erwähnung vom Kirchdorf Etzelwang ist in einer Auflistung von Kirchenweihen des damaligen Eichstätter Bischofs Gundekar II. zu finden. In der im Jahre 1059 entstandenen Urkunde erscheint der Name ezziliuuangen.
Der Name bedeutet ‚Wang (Feuchtwiese) des Azzilo/Etzilo‘. Die Kirchenweihe 1059 belegt, dass es sicher schon lange vorher eine Ansiedlung an dieser Stelle gegeben haben muss.
In einer auf Anno 1326 datierten Urkunde nennt die Burg Werdenstein einen Ort „Etzelwanch“. Politisch gehörte Etzelwang, seit 1329 Kaiser Ludwig IV. das wittelsbacherische Herrschaftsgebiet aufteilte, zur „Oberen Pfalz“. Später gehörte der Ort zum Herzogtum Pfalz-Neuburg, dann zum Herzogtum Pfalz-Sulzbach und schließlich zum Königreich Bayern.
Die große Anzahl von Burgen, alten Kirchen und Wehranlagen in dem Gebiet um Etzelwang weist auf die Lage an einer der wichtigsten Handelsstraßen seinerzeit hin, die Goldene Straße. Dieses Straßensystem zwischen Nürnberg und Prag war seit dem 13. Jahrhundert von großer wirtschaftlicher Bedeutung.
Die ursprünglich von Bischof Gundekar II. geweihte Kirche wurde im Mittelalter durch eine Wehrkirche (etwa 1480) ersetzt.
Der Dreißigjährige Krieg ging an dem Ort Etzelwang nicht spurlos vorüber. Mehrmals wurde das Dorf ausgeraubt und geplündert. Die Beschädigungen durch kriegerische Handlungen brachten die Bevölkerung und ihre Herren an den Rand des Ruins. Der Krieg und die Pest dezimierten die Bevölkerung erheblich.
Im Jahre 1720 wütete in Etzelwang ein großer Brand, der einen großen Teil des Dorfes zerstörte. Der damalige Pfarrer Georg Andreas Holste begann 1721 mit dem Bau der heutigen Kirche St. Nikolaus. Wegen der Größe der neuen Kirche blieb von der alten Wehrkirche nichts übrig als ein Stück der Friedhofsmauer. Diese gilt noch heute als das älteste Bauwerk von Etzelwang. Im Jahre 1764 wurde der Bau mit der Errichtung des Turmes fertiggestellt.
Im Jahre 1821 wurde aus den Orten Etzelwang, Ziegelhütten, Albersdorf und Tabernackel die Gemeinde Neidstein im Königreich Bayern gebildet.

### 19. und 20. Jahrhundert
Mit dem Bau der eingleisigen Bahnstrecke Nürnberg–Irrenlohe durch die Bayerischen Ostbahnen erhielt der Ort im Jahr 1859 einen Eisenbahnanschluss und einen Bahnhof. 1909 wurde die Bahn um das zweite Gleis erweitert. Von 1921 bis 1923 wurden die Orte der Gemeinde mit elektrischer Energie versorgt. Seit 1955 hat Etzelwang eine Wasserleitung. 1970 wurde das Simultaneum mit der Einweihung der neu gebauten katholischen Kirche St. Martin aufgelöst. Seitdem ist die Kirche St. Nikolaus evangelisch.

### Eingemeindungen
Im Zuge der Gebietsreform in Bayern wurden am 1. Mai 1978 die Gemeinde Kirchenreinbach und große Gebietsteile der aufgelösten Gemeinde Schmidtstadt eingegliedert. Seit 1983 heißt die Gemeinde wie ihr Hauptort Etzelwang.

### Einwohnerentwicklung
Zwischen 1988 und 2018 sank die Einwohnerzahl von 1432 auf 1408 um 24 Einwohner bzw. um 1,7 %. Am 31. Dezember 2003 zählte Etzelwang 1546 Einwohner.

### Abtretungen
Am 1. Juli 1974 trat die Gemeinde Neidstein ein Gebiet mit etwa 100 Einwohnern an die Nachbargemeinde Neukirchen bei Sulzbach-Rosenberg ab.

### Etymologie
Der Ortsname Etzelwang gliedert sich in zwei Teile, das Bestimmungswort ist der Personenname Etzel. Es entspringt der Namensfamilie Heinrich (Hezilo, Ezzilo, Ezzo usw.). Heinrich von Schweinfurt (Hezilo) war ab 994 Markgraf auf dem bayerischen Nordgau. König Heinrich II. (ab 1014 Kaiser), der 1007 das Bistum Bamberg gründete, war ein weiterer bedeutender Namensträger. Zur Zeit der Gründung des Ortes war Heinrich also ein häufiger vorkommender Herrschername. Das Grundwort „-wang“ weist auf die Hanglage des Ortes hin.

### Religion
Im Ort gibt es zwei Kirchen, die katholische Kirche St. Martin sowie die evangelische Kirche St. Nikolaus. St. Nikolaus in Etzelwang diente bis zum Bau der Martinskirche als Simultankirche. Etzelwang zählt zu den neun Gemeinden im Nordwesten der Oberpfalz, in denen die Bevölkerung mehrheitlich evangelisch ist.

## Politik
Die Gemeinde ist Mitglied der Verwaltungsgemeinschaft Neukirchen bei Sulzbach-Rosenberg und im Schulverband Neukirchen-Etzelwang.
- CSU: 6
- SPD: 5
- Grüne: 1

CSU einschl. FB; SPD einschl. FWG

### Gemeinderat
Der Gemeinderat hat 12 Sitze. Bei der Kommunalwahl vom 15. März 2020 haben von den 1197 stimmberechtigten Einwohnern in der Gemeinde Etzelwang 872 von ihrem Wahlrecht Gebrauch gemacht, womit die Wahlbeteiligung bei 72,85 % lag.

### Bürgermeister
Bei der Kommunalwahl vom 15. März 2020 wurde Roman Berr (CSU/FB) mit 62,15 % der Stimmen zum Ersten Bürgermeister wiedergewählt. Er ist seit 1. Mai 2008 im Amt.

### Wappen
| | Blasonierung: „Über rotem Schildfuß, darin ein wachsendes goldenes Mühlrad, in Silber eine rote heraldische Lilie, beseitet von je einem gestümmelten schwarzen Ast, aus dessen Spitze und Seite goldene Flammen schlagen.“ |
| Wappenbegründung: Die Geschichte der Gemeinde Etzelwang (bis 1983 Neidstein) ist geprägt von den wechselnden Adelsfamilien, die in den Hofmarken Herrschaftsrechte ausübten. Die Teilung und Tingierung in Silber und Rot ist vom Wappen der Freudenberger hergeleitet, die vom 14. Jahrhundert bis 1600 auf der Burg und Hofmark Rupprechtstein nachweisbar sind. Die brennenden Äste sind redendes Bild für die Familie von Brand (Prantner), die seit 1466 Burg und Hofmark Neidstein innehatte und deren Grablege sich in der Kirche von Etzelwang befindet. Die Lilie stammt aus dem Wappen der Nürnberger Patrizierfamilie Mühlholz, in deren Besitz sich von 1576 bis 1802 die Hofmark Kirchenreinbach befand; auf den Grabplatten in der dortigen Kirche sind die Familienwappen überliefert. Das wachsende Mühlrad im Schildfuß erinnert an die Mühlen am Lehenbach, von denen vor allem die Papiermühle in Lehenhammer von Bedeutung war, weil sie den Papierbedarf des Fürstentums Pfalz-Sulzbach deckte. Die Großgemeinde Neidstein entstand 1978 durch Zusammenlegung der Gemeinden Neidstein, Kirchenreinbach und Schmidtstadt; erst 1983 erfolgte die Umbenennung in Etzelwang. Dieses Wappen wird seit 1984 geführt. | |

### Kontroverse um Multifunktionshaus in Kirchenreinbach
Im Schwarzbuch des Bundes der Steuerzahler Deutschland wurde 2023 der Bau eines Multifunktionshauses in Kirchenreinbach als eines von 100 Beispielen für die Verschwendung von öffentlichen Mitteln aufgeführt. Die Baukosten betrugen 587.316 Euro. Der Bürgermeister verteidigte den Bau mit den Worten „Ich denke, Steuern verschwendet werden wo ganz woanders – nicht bei so einem Pipifax-Bau.“

### Finanzielle Probleme im Jahr 2024
Im Jahr 2024 wurde bekannt, dass ein gemeinsam mit der Nachbargemeinde Neukirchen bei Sulzbach-Rosenberg geplanter Neubau der Grundschule nicht finanzierbar ist. Auch nötige Sanierungsarbeiten am bestehenden Schulgebäude sind derzeit ebenfalls nicht leistbar.

## Sehenswürdigkeiten
- Burgruine und Schloss Neidstein

Im Waldgebiet Schergenbuck, etwa einen Kilometer östlich von Etzelwang gelegen. Am 10. Februar 1466 ging Burg Neidstein auf Hanns den Prandtner, Pfleger des Herzogs Ludwig von Bayern-Landshut zu Floß, den ersten Namensträger der Familie von Brand über. Deren Stammsitz war auf Brand bei Marktredwitz, sie wurden 1221 erstmals urkundlich erwähnt. Sein Sohn Jobst von Brand gab die durch Kriegseinwirkung unbewohnbare Burg 1513 auf und baute am Fuße des Burgberges Schloss Neidstein. Sein heutiges Aussehen erhielt das Schloss zwischen 1855 und 1860. Bis Juli 1973 war es von Philipp Theodor Freiherr von Brand bewohnt. Mangels direkter Nachkommen ging das Schloss an seinen Neffen Theodor Philipp Rudolf von Brand, einen Bundesrichter in den USA. Seine Söhne Andrew und Alexander boten es in den USA zum Kauf an. Am 19. Juli 2006 kaufte der Hollywood-Schauspieler und Oscar-Preisträger Nicolas Cage für zwei Millionen Euro das Schloss. Cage verkaufte das Schloss im März 2009 – angeblich wegen finanzieller Probleme – wieder, und zwar an den Amberger Anwalt Konrad Wilfurth. Dieser hatte Cage angeblich schon beim Kauf des Schlosses beraten und will die Immobilie jetzt einer „regional eingebundenen Nutzung“ zuführen.
- Kanneshof

Alter Gutshof in Albersdorf, gehörte einst zum Schloss Neidstein. Seit 2006 Reiterhof in Privatbesitz.
- Burgruine Rupprechtstein

Auf einem Berggipfel, etwa einen Kilometer nördlich von Etzelwang gelegen.
- Schloss Kirchenreinbach

ehemalige Burg und Schloss in Kirchenreinbach

## Natur
- Das Naturschutzgebiet Schergenbuck mit Schloss Neidstein

## Freizeit und Traditionen
Etzelwang liegt im Oberpfälzer Jura. Das Gemeindegebiet ist Teil des Naturparkes Veldensteiner Forst, waldreich und hügelig. Deshalb, und durch seine relative Nähe (45 km) zur Großstadt Nürnberg, ist Etzelwang ein beliebtes Ausflugsziel für Wanderer und Ausflügler. Ein Freibad, ein an das Freibad grenzender Campingplatz, ein Skilift sowie zahlreiche Gaststätten in den Dörfern der Gemeinde ergänzen das Freizeitangebot.
Etzelwang ist eine der wenigen Ortschaften in Bayern, in denen das traditionelle „Oiasinga“ noch durchgeführt wird. Hierzu treffen sich die unverheirateten Mädchen und Burschen am Abend des Ostersonntags und ziehen singend von Haus zu Haus. In der Nacht zum Ostermontag werden so bei jedem Anwohner drei Eier erbeten. In der modernen Form, wie es zwischenzeitlich so ist, werden auch flüssige Güter für die „Oiasinger“ bereitgehalten. In Etzelwang ist auch der Dorfbrunnen den „Oiasingern“ gewidmet.
Die Kirchweihe wird, so wie im Amberg-Sulzbacher Land üblich, jährlich gefeiert. Die Etzelwanger „Kirwa“ findet immer im Juli statt. Seit 1983 hat diese Tradition wieder einen festen Platz im Kalender der Bevölkerung.

## Verkehr
Schienenverkehr

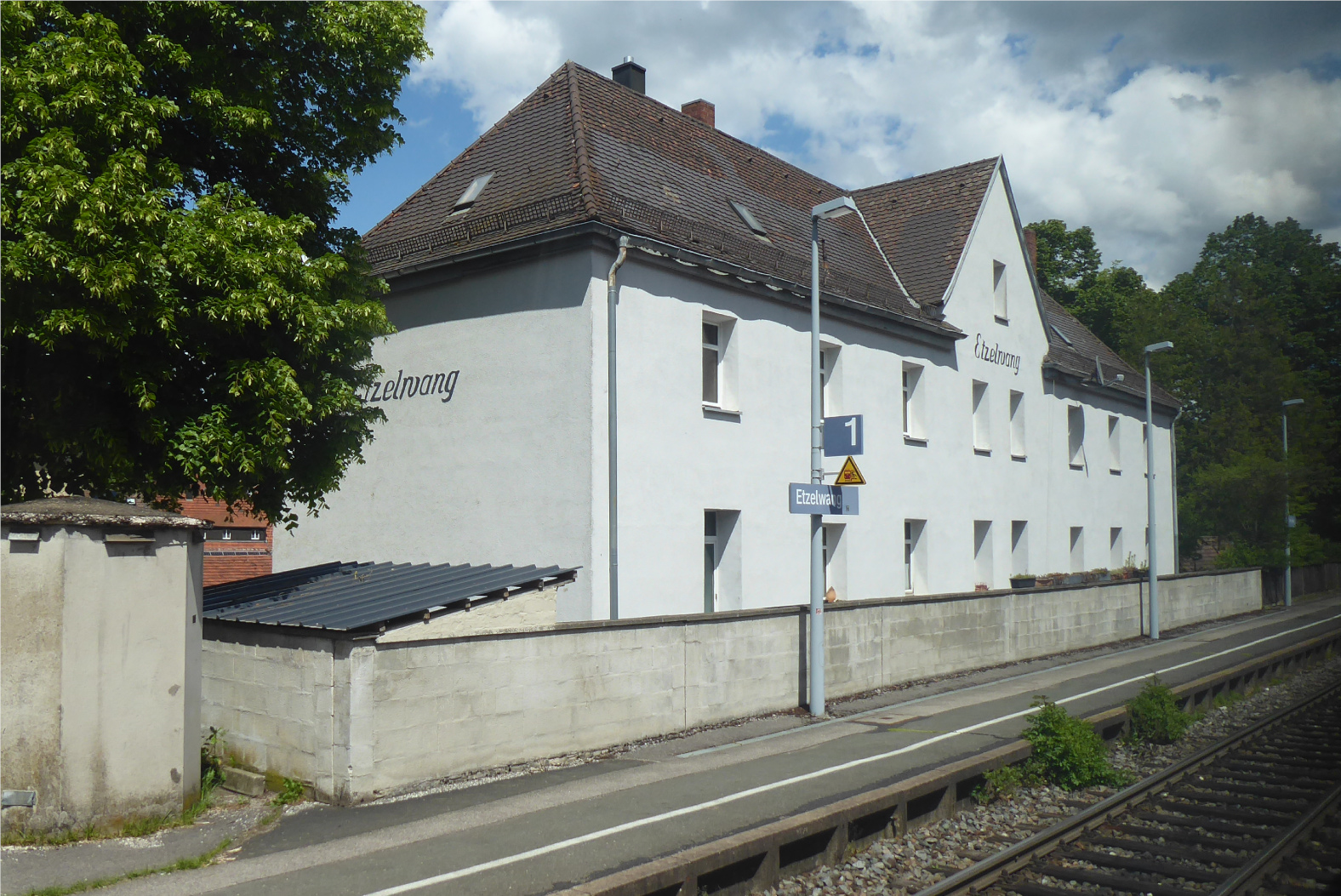
Bahnhof Etzelwang

Etzelwang liegt im Sulzbacher Bergland. Direkt zwischen Nürnberg und Prag befindlich zogen sicher schon seit langer Zeit Händler durch den Ort. Eine Schmiede, ein Schreiner und einige alte Gasthäuser an der Hauptstraße sind ein weiterer Hinweis auf die Lage nahe dem bedeutendsten Handelsweg des Mittelalters – der Goldenen Straße.
Später erhielt der Ort einen Bahnhof an der Bahnstrecke Nürnberg–Schwandorf. Der 1859 durch die Bayerischen Ostbahnen eröffnete Bahnhof (heute Haltepunkt) wird stündlich von Regionalexpresszügen der Relation Nürnberg – Schwandorf/Weiden bedient. Er liegt im Gebiet des Verkehrsverbundes Großraum Nürnberg. Die Fahrzeit für Reisende aus Nürnberg beläuft sich auf 28 Minuten.
Straßenverkehr
Kreisstraße AS 38 nach Norden (Achtel)
Kreisstraße AS 38 nach Osten (Neukirchen bei SuRo)
Kreisstraße AS 39 nach Westen (Lehenhammer, Weigendorf, B 14)

## Persönlichkeiten

### Söhne und Töchter der Gemeinde
- Johann Michael Lang (1664–1731), Theologe, Geistlicher und Hochschullehrer
- Philipp von Brand zu Neidstein (1796–1870), Offizier

### Mit der Gemeinde verbundene Persönlichkeiten
- Johann Adam Tresenreuter (1676–1754), Magister und Theologe, Vater von Johann Ulrich Tresenreuter, evangelisch-lutherischer Pastor von Etzelwang (1708–1713)[21]